# Dolní Kralovice
Dolní Kralovice (tyska: Unter Kralowitz) är en by och en kommun i Tjeckien. Den ligger i regionen Mellersta Böhmen, i den centrala delen av landet, 70 km sydost om huvudstaden Prag. Dolní Kralovice ligger 462 meter över havet och antalet invånare är 886 (2016).
Terrängen runt Dolní Kralovice är platt åt nordväst, men åt sydost är den kuperad. Terrängen runt Dolní Kralovice sluttar norrut. Runt Dolní Kralovice är det ganska tätbefolkat, med 90 invånare per kvadratkilometer. Närmaste större samhälle är Ledeč nad Sázavou, 9,0 km nordost om Dolní Kralovice. I omgivningarna runt Dolní Kralovice växer i huvudsak blandskog.